# Regres
Regres (eller regreskrav) er et betalingskrav som fremsættes af en skyldner eller kautionist over for en eller flere andre personer. Ordet kommer fra det latinske regressus, som betyder tilbagegang.
Hvis f.eks. flere personer skal betale en samlet erstatning, og det fulde beløb i første omgang betales af den ene person, kan denne person bagefter fremsætte regres mod de øvrige erstatningsansvarlige. Tilsvarende gælder for en kautionist, som har betalt en bankgæld for en hovedmand.
Regres er nævnt i erstatningsansvarsloven (EAL) § 17 og ment i samme lovs § 23, stk. 1 “kan kun kræves betalt af denne ...”
Et forsikringsselskabs regresret er nævnt i EAL § 22. Efter CMR-loven § 46 kan der anlægges regressøgsmål.
Regres kan forekomme ved forsikring. Regres kan gennemføres som enten overskudsregres eller brøkdelsregres.
Ved springende regres rettes kravet mod et tidligere led i en aftalekæde.

## Regres ved flere skadevoldere
Regres er især relevant for solidarisk hæftelse (EAL § 25), hvor en skadevolder kan rejse regreskrav mod en anden skadevolder i deres indbyrdes mellemværende. En skadevolder kan ikke fremsætte regreskrav mod en anden skadevolder i en sag, hvor der gælder pro rata hæftelse.